# アカマダラハタ
アカマダラハタ（学名：Epinephelus fuscoguttatus）は、ハタ科に分類される魚類の一種。インド太平洋に分布し、サンゴ礁や岩礁に生息する。大型のハタであり、体には多くの暗色の斑点が散らばる。

## 分類と名称
1775年にスウェーデンの博物学者であるペール・フォルスコールによって Perca summana fuscoguttata として記載され、タイプ産地は紅海のジッダであった。種小名は「暗色の斑点」を意味し、体にある模様を指している。

## 分布と生息地
モザンビークから紅海までのアフリカ大陸東海岸から、東はサモアおよびフェニックス諸島、北は日本、南はオーストラリアまで、インド太平洋の熱帯から亜熱帯海域に広く分布する。ペルシャ湾、ハワイ、フランス領ポリネシアからは記録が無い。日本では南西諸島で見られる。オーストラリアでは、西オーストラリア州からクイーンズランド州まで、ココス諸島とクリスマス島、タスマン海のロード・ハウ島にも分布する。水深60mまでのサンゴ礁や岩礁、ラグーンに生息する。幼魚は海草藻場でも見られる。

## 形態
全長は通常50cmで、最大120cmに達する。体長は体高の2.6-2.9倍で、頭部背面の輪郭は眼の付近で凹み、背鰭の起点までは突き出る。前鰓蓋は丸みを帯び、細かな鋸歯がある。鰓蓋上縁は凸状で、上顎は眼の後方まで開く。下顎には3-4列の歯が並び、内側の歯は外側の歯の約2倍の長さである。背鰭は11棘と14-15軟条から成り、鰭膜の間には切れ込みがある。臀鰭は3棘と8軟条から、胸鰭は18-20軟条から成る。尾鰭は丸みを帯びる。側線鱗は52-58枚。体色は淡い黄褐色で、不規則な暗褐色の斑点が入る。また全体的に暗色の小斑が散らばる。尾柄には小さな黒色の鞍状斑がある。マダラハタとよく似ているが、背鰭基底に黒斑があり、眼の後方が凹んでいることが特徴である。

## 生態
待ち伏せ型の肉食魚であり、主に魚類、甲殻類、頭足類を捕食する。単独で生活し、縄張りを守る。夜行性の底魚であり、日の出と日没時に活発となる。寿命が長く、少なくとも40年を超えると推測されている。雌性先熟の雌雄同体で、雌が雄に性転換する。

## 人との関わり
国際自然保護連合のレッドリストでは危急種に分類されており、大型で丈夫であることから、食用として注目されている。しかしその生態から、乱獲の影響を強く受けやすい。集団で産卵を行うため、一度に漁獲されてしまう可能性がある。寿命が長く、個体群密度も低いため、個体群が減少すると再生には時間がかかる。漁師は大型個体を狙うため、雄が漁獲されることが多い。その結果、個体群の繁殖力が低下する可能性がある。繁殖力が高い雌が乱獲されれば、個体群内の若魚の割合を維持できなくなる。養殖も行われているが、種苗は天然の個体が漁獲されている。これは野生個体数に悪影響を及ぼしている。シガテラ毒を含むことがあり、一部地域では漁獲が制限されている。インドネシア、パプアニューギニア、オーストラリア、マレーシア、ソロモン諸島、パラオなど、集団産卵が行われる地域では、保護措置や漁法の変更が行われている。タマカイとの交雑個体が養殖されている。